# (73946) 1997 SD32
1997 أس دي 32 (ويعرف أيضًا باسم (73946) 1997 أس دي 32 وفق تسمية الكوكب الصغير) (بالإنجليزية: 1997 SD32)‏ هو كويكب ضمن حزام الكويكبات؛ وترتيبه 73946 من حيث الاكتشاف.
اكتُشف هذا الجُرم الفلكي بواسطة وولف بيكل ‏ في 24 سبتمبر 1997.

## وصلات خارجية
- (73946) 1997 SD32 في قاعدة بيانات مختبر الدفع النفاث لأجرام النظام الشمسي الصغيرة

- الاكتشاف · مخطط المدار ·  العناصر المدارية · المعلمات المادية

- (73946) 1997 SD32 على موقع ويكي سكاي: DSS2, SDSS, GALEX, IRAS, Hydrogen α, X-Ray, Astrophoto, Sky Map, Articles and images